# Chrysoperla downesi
Chrysoperla downesi is een insect uit de familie van de gaasvliegen (Chrysopidae), die tot de orde netvleugeligen (Neuroptera) behoort. 
Chrysoperla downesi is voor het eerst wetenschappelijk beschreven door Smith in 1932.